# Маткенов, Тлеген Советович
Тлеге́н Сове́тович Матке́нов (каз. Тілеген Советұлы Маткенов; род. 1 апреля 1966, Бурундай, Илийский район, Алматинская область, КазССР) — генерал-майор полиции, начальник Департамента по противодействию наркопреступности МВД Казахстана с мая 2019 года.

## Биография
Родился 1 апреля 1966 года в посёлке Бурундай Илийского района Алматинской области.
С 1984 по 1986 годы служил в Вооружённых силах СССР.
С 1986 года обучался в Алма-Атинской специальной средней школе МВД СССР и окончил её успешно в 1988 году.
С 1988 по 1989 годы участковый инспектор Инспекции по делам несовершеннолетних Капчагайского городского отдела внутренних дел (ГОВД) Управления внутренних дел (УВД) Алма-Атинского областного исполнительного комитета Совета народных депутатов.
С 1989 по 1996 годы на службе в уголовном розыске. С 1989 по 1991 годы — оперуполномоченный отделения уголовного розыска (ОУР) Октябрьского РОВД г. Алматы. С 1991 по 1993 годы старший оперуполномоченный ОУР ГОМ-4 Октябрьского РОВД г. Алматы. С 1993 по 1995 годы — заместитель начальника отдела по борьбе с вымогательством при Управлении уголовного розыска (УУР) ГУВД г. Алматы. С 1995 по 1996 годы — начальник ОУР Алатауского РУВД ГУВД г. Алматы.
С 1996 по 1997 годы на службе в Государственном следственном комитете Республики Казахстан (ГСК). В 1996 году — начальник ОУР Управления ГСК по Алатаускому району г. Алматы. С 1996 по 1997 годы заместитель начальника по оперативной работе Управления ГСК по Бостандыкскому району г. Алматы. В 1997 году окончил Алматинскую высшую следственную академию Государственного следственного комитета РК.
В 1997 году — первый заместитель начальника Бостандыкского районного управления внутренних дел (РУВД) г. Алматы.
С 1997 по 2001 годы — начальник Жетысуского РУВД г. Алматы.
В 2001 году — заместитель начальника Управления криминальной полиции ГУВД г. Алматы, затем начальник Бостандыкского РУВД г. Алматы.
С 2004 по 2008 годы — первый заместитель начальника Департамента внутренних дел Карагандинской области.
С 2008 по 2009 годы — первый заместитель начальника Департамента внутренних дел Костанайской области.
С 2009 по 2012 годы — начальник Департамента внутренних дел Акмолинской области.
С 2012 по 2016 годы — начальник Департамента внутренних дел Костанайской области.
В мае 2014 года Указом Президента РК Тлегену Маткенову присвоено звание генерал-майора полиции.
С апреля 2016 года по июль 2018 года работал начальником Департамента внутренних дел Жамбылской области.
С мая 2019 года занимает должность начальника Департамента по противодействию наркопреступности МВД Казахстана.
Тлеген Маткенов является «Заслуженным работником МВД Республики Казахстан».

## Семья
Женат, воспитывает четверых детей, имеет троих внуков.
Хобби: верховая езда, волейбол, плавание.

## Награды
- Орден «Даңқ» II степени (Указ Президента Республики Казахстан от 6 мая 2015 года)
- Наградное оружие и Почётная грамота МВД Республики Казахстан.
- Нагрудный знак «За отличную службу МВД СССР»
- Юбилейная медаль «Қазақстан Конституциясына 10 жыл»
- Медаль «Құқық тәртібін қамтамасыз етуде үздік шыққаны үшін»
- Медаль «Ішкі істер органдарындағы мінсіз қызметі үшін» І, ІІ и ІІІ степени
- Нагрудный знак «Қазақстан полициясына 15 жыл»
- Нагрудный знак Органов финансовой полиции «Қаржы полициясы органдарына 15 жыл»
- Юбилейная медаль «Қазақстан Республикасының Прокуратурасына 20 жыл»
- Юбилейная медаль «Қазақстан Республикасының Тәуелсіздігіне 20 жыл»
- Нагрудный знак «Қазақстан Республикасы Ішкі істер министрлігінің Ішкі әскерлеріне 20 жыл»
- Нагрудный знак «Қазақстан полициясына 20 жыл»,
- Медаль «Ішкі істер органдарының ардагері»
- Медаль «Ұлы Отан соғысындағы Жеңістің 70 жылдығына» 1941—1945 гг.
- Медаль «Қазақстан Қаржы полициясына 20 жыл»